# Pogrom w Kraśniku
Pogrom w Kraśniku – rzekomy pogrom żydowskich partyzantów Gwardii Ludowej popełniony przez innych członków tej formacji 22 września 1943 roku w Kraśniku.

## Przebieg wydarzeń
Informacje na temat pogromu pochodzą z zeznań w ramach stalinowskiego śledztwa w sprawie Grzegorza Korczyńskiego. Według nich, ostre walki, zamachy i walki wewnątrz GL pochłonęły w pierwszej połowie 1943 r. kilkadziesiąt ofiar. Kiedy walki ustały, jedną z pierwszych decyzji, którą rzekomo podjęły zwycięskie władze (Aleksander Szymański „Ali”, Antoni Paleń „Jastrząb”, Stanisław Szot „Kot”, Jan Sławiński „Tyfus”), było pozbycie si Grzegorza Korczyńskiego. Rzekomo wysłano w tej sprawie list do KC PPR, w którym napisano, iż „Grzegorz” nie prowadzi działań przeciwko Niemcom, jest zupełnie niekompetentny, co doprowadza do poważnych strat w szeregach GL, a także morduje Żydów. Po pewnym czasie Korczyński został wysłany w lasy parczewskie - nowym dowódcą Gwardii Ludowej w Kraśnickiem został dowódca jednej ze zwerbowanych do GL grup rabunkowych, Antoni Paleń „Jastrząb”. Niedługo potem kierownictwo KC PPR zabrało „Grzegorza” do Warszawy, a w jego miejsce przysłano ocalałego z pogromu PPR-GL w Łodzi Mykołę Demko vel Mieczysława Moczara ps. „Mietek”, który latem 1943 roku objął funkcję dowódcy Obwodu Lublin GL. Tymczasem w oddziałach partyzanckich GL w Kraśnickiem dokonano reorganizacji: radziecko-żydowską grupę „Szymona” podzielono na dwie części. Większość Sowietów trafiła do oddziału Władysława Skrzypka „Orła”, „Grzybowskiego”, natomiast większość Żydów przeniesiono do oddziału dowodzonego przez Karola Hercenbergera „Lemiszewskiego”.

22 września 1943 r. kilku członków bandy rabunkowej braci Kiełbasów, którzy wybrali się „z odwiedzinami” do oddziału GL „Lemiszewskiego”, z zaskoczenia rzekomo rozbroiło dwóch śpiących na warcie partyzantów żydowskich. Obaj mieli zostać bezzwłocznie zastrzeleni przez Hercenbergera. Potem Lemiszewski usiłował zabić kolejnego z Żydów, ale ci sięgnęli po broń i zaczęli się ostrzeliwać raniąc „Lemiszewskiego”. Wedle zeznań Marii Klajman ze stalinowskiego procesu politycznego, prawdopodobnie jedynej osoby, która przeżyła masakrę, zranienie dowódcy wywołało prawdziwą furię gwardzistów, którzy rzekomo zaczęli zabijać wszystkich Żydów - członków swoich oddziałów:

W tym momencie wszyscy partyzanci z grupy „KAROLA” i naszej [Władysława Skrzypka „Grzybowskiego”] z okrzykiem „bić Żydów jak psów” rzucili się na nich i zaczęli ich mordować. Ja i moi trzej bracia i ojciec należeliśmy do oddziału GRZYBOWSKIEGO i nam początkowo nic nie robili. (...) Kiedy strzelanina się uspokoiła, ja gdzieś się oddaliłam Z obozu, w tym [czasie] usłyszałam krzyk moich braci, kiedy doleciałam do obozu spotkałam komisarza [politycznego oddziału Stanisława] BIEŃKA [ps. „SZELA”] i pytałam się czy nas też chcą zabić i dlaczego bracia moi krzyczą. (...) Kiedy podeszłam bliżej zauważyłam rozwścieczonego GRZYBOWSKIEGO i partyzantów zrywających odzież z moich braci. (...) Dopadłam do GRZYBOWSKIEGO i zapytałam się go za co on nas bije, on odrzucił mnie od siebie mówiąc: „dość już mam Żydów”. W tej chwili Skrzypek wystrzelił do jednego brata, do drugiego strzelał ps. „STACH”, do trzeciego brata już nie widziałam kto strzelał, gdyż w tym czasie szarpali się ze mną, chcąc i mnie zastrzelić. Ja się chwyciłam jednego z partyzantów nazwiskiem BIAŁY ps. KAROL oderwał mnie i rzucił na ziemię - ja wstałam i zaczęłam uciekać. W czasie ucieczki tenże BIAŁY strzelał za mną i przestrzelił mi rękę. (...) Zaznaczam, że w tym czasie już nikt nie chciał przechowywać Żydów, gdyż bali się nie tylko Niemców, ale i partyzantów z GL (...) Wszystkiego wymordowano tam 22 Żydów.

Większość ocalałych członków byłej grupy „Szymona” rzekomo zerwała kontakty z GL i, podobnie jak wiele innych grup radzieckich znajdujących się czasowo w szeregach tej organizacji, zbiegła na wschód.

## Proces w sprawie rzekomego pogromu
Opisane sytuacje pochodzą z zeznań złożonych podczas dochodzenia MBP. Korczyński został w jego ramach aresztowany 21 maja 1950 przez grupę operacyjną Biura Specjalnego MBP i po 4 latach śledztwa oskarżony i skazany w dniu 22 maja 1954 na dożywocie m.in. za rzekome pogromy antysemickie. MBP zamierzała także wykorzystać materiał dowodowy, aby skłonić Korczyńskiego do zeznań przeciwko Władysławowi Gomułce. 24 grudnia 1954 Sąd Najwyższy zmienił wyrok na 15 lat więzienia. Na wolność Korczyński wyszedł na fali politycznej „odwilży” w kwietniu 1956. W lipcu tegoż roku ówczesny I sekretarz KC PZPR Edward Ochab poinformował plenum KC o przywróceniu mu legitymacji partyjnej. Na wniosek Prokuratury Generalnej Sąd Najwyższy postanowieniem z 10 listopada 1956 wznowił postępowanie oraz uchylił wyrok skazujący, uzasadniając uchylenie tym, że śledztwo prowadzone było przez organa MBP w sposób tendencyjny, a aresztowanie było spowodowane „chęcią wymuszenia od niego zeznań obciążających Władysława Gomułkę”. Podczas śledztwa stosowano wobec Korczyńskiego przymus fizyczny i psychiczny. Postanowieniem Prokuratora Generalnego z dnia 12 stycznia 1957 śledztwo przeciwko niemu umorzono. Tym samym w świetle prawa nie był on odpowiedzialny za akcje pogromowe. Ponadto podkomendni Korczyńskiego, którzy go obciążyli, odwołali swoje zeznania, twierdząc, że byli bici przez funkcjonariuszy bezpieki

.

## Czy pogrom miał miejsce?
Również niezwiązani z prawicą historycy twierdzą, że pogrom nie miał miejsca. Mordom dokonanym przez Korczyńskiego i jego ludzi zaprzecza Ryszard Nazarewicz. Jego zdaniem do ich oskarżenia posłużyły sfabrykowane, głównie przez Józefa Światłę, w latach 1949–1955 materiały w X Departamencie MBP przygotowywane do procesu Władysława Gomułki i innych działaczy. Twierdzi on, że zabójstwa Żydów dotyczyły likwidacji składającej się z Polaków i Żydów grupy określanej jako „banda Grochalskiego”, która u schyłku 1942 roku zamordowała kilku członków sztabu zgrupowania GL im. T. Kościuszki w Kraśnickiem i zrabowała m.in. kasę zgrupowania. Sam Korczyński miał wyciągnąć z getta rodziców swojej żony i przechowywać ich podczas okupacji u własnej rodziny.  Nazarewicz podał, że według informacji zebranych po destalinizacji przez rządzącą partię, Prokuraturę Generalną i Sąd Wojewódzki w Warszawie, Korczyńskiemu i jego ludziom zarzucono popełnienie nieistniejących zbrodni lub tych popełnionych przez NSZ i innych sprawców. Ponadto do akt sprawy Korczyńskiego i jego ludzi nie włączono dokumentów świadczących na korzyść dowódcy. Chodziło m.in. o zeznania żydowskich partyzantów, którzy podlegali Korczyńskiemu do końca wojny (co najmniej kilkudziesięciu). Sam Korczyński został zrehabilitowany przez sąd.

## W opinii dowódców NSZ
Dowódcy NSZ Leonard Zub-Zdanowicz i Kazimierz  Wybranowski twierdzili, że w okolicach Kraśnika działały grupy Żydów działających na służbie Gestapo. Mieli oni rzekomo rozbić działalność organizacji konspiracyjnych, w tym właśnie GL i NSZ. Narodowcy mieli w związku z tym zamordować sześciu domniemanych agentów żydowskich. Dariusz Libionka przytoczył źródło, które sugerują, że informacje o szpiegowskiej działalności Żydów rozpuściło AK.